# Arkádi
Pour les articles ayant des titres homophones, voir Arcadie (homonymie).
Arkádi (grec moderne : Αρκάδι) est un district municipal du dème (municipalité) de Réthymnon, en Crète (Grèce).
Avant 2010 il formait un dème indépendant, créé par la réforme de 1997 en regroupant treize localités du nord du nome de Réthymnon, et supprimé par celle de 2011, qui l'a transformé en l'un des quatre districts municipaux du nouveau dème de Réthymnon.
La population comptait 6 936 habitants au recensement de 2011. Le siège de la municipalité était établi au village d'Ádele.
Le district municipal d'Arkádi est nommé d'après le monastère d'Arkadi, symbole de la résistance crétoise face aux Turcs.

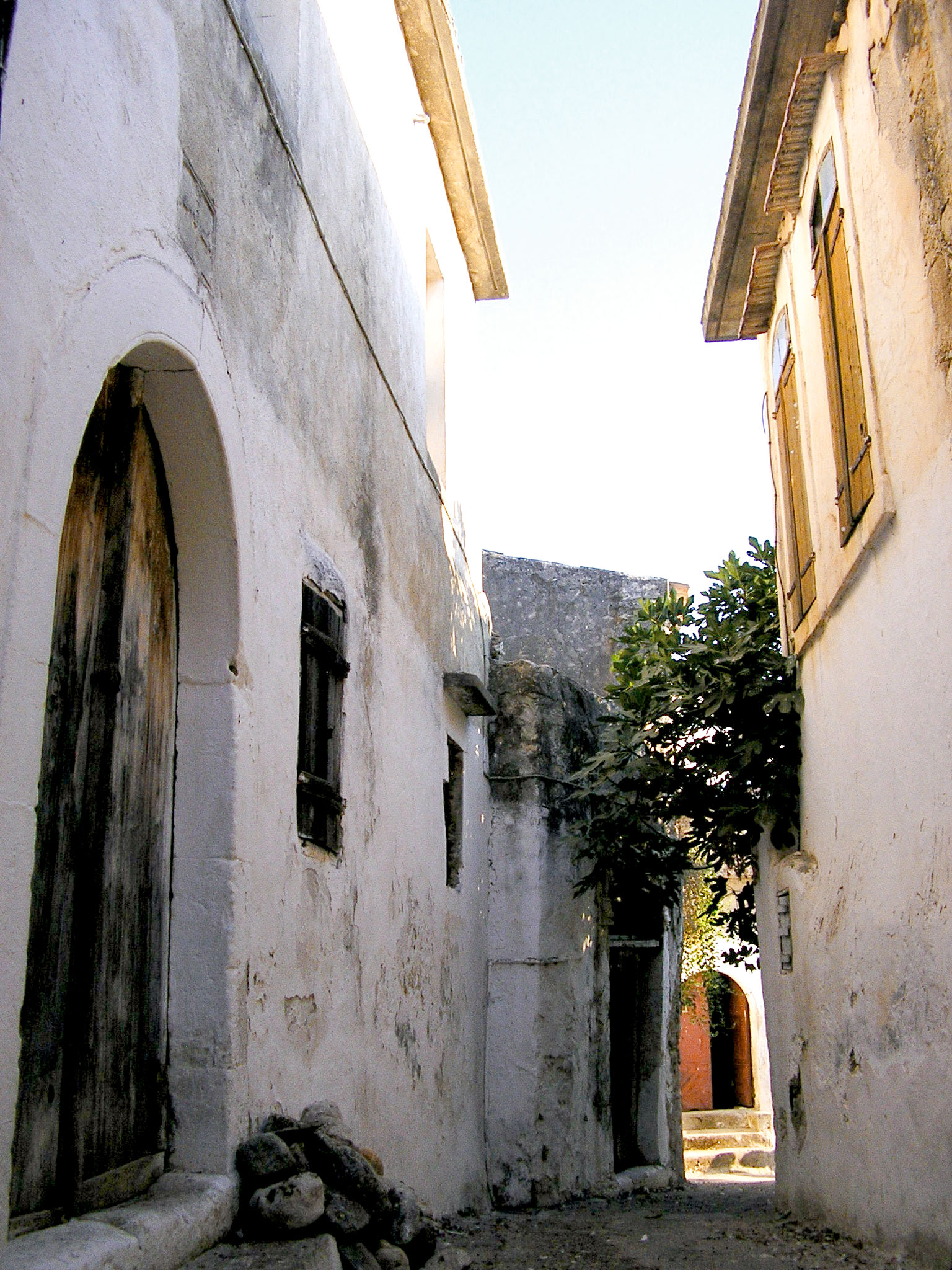
Vue d'une rue de Loutrá.

## Localités de l'entité
Le district municipal d'Arkádi regroupe treize « communautés locales » :
- Ádele (incl. le village d'Agia Paraskevi)
- Amnatos (inc. le monastère d'Arkadi et le village de Píkris)
- Archaia Eléftherna
- Chamalevri
- Chárkia
- Eléftherna
- Erfi
- Kyrianna
- Mesi (inc. les villages de Agia Triáda et Loutrá)
- Pangalochori
- Pigí (incl. le village d'Agios Dimitrios)
- Prinos (incl. Prínos et Skaléta)
- Skouloúfia